# San Luis Valley
La San Luis Valley è una regione del Colorado (Stati Uniti) costituita da un vasto bacino ad alta quota, che si estende anche in una piccola parte nello Stato del Nuovo Messico.
L'estensione totale è di circa 21.000 km² e la regione è situata a un'altitudine media di 2.336 metri sopra il livello del mare.

## Geografia
La valle è generalmente piatta e si trova alle sorgenti del Rio Grande, tra il centro-sud del Colorado e la zona centro-settentrionale del Nuovo Messico. La parte nord della regione è un bacino endoreico, mentre la parte meridionale è attraversata dal Rio Grande.
Non vi è alcun confine chiaro a sud, ma questo viene sostanzialmente indicato dal Taos Plateau nel Nuovo Messico. A est la valle è delimitata dai Monti Sangre de Cristo, mentre a ovest dalle Montagne San Juan.
Appartengono alla valle le seguenti contee del Colorado:
- Contea di Saguache,
- Contea di Alamosa,
- Contea di Rio Grande,
- Contea di Conejos,
- Contea di Costilla,
- Contea di Mineral.

Altre contee hanno una parte nella San Luis Valley e queste sono:
- Contea di Archuleta,
- Contea di Hinsdale,
- Contea di San Juan.

Le città principali situate all'interno della San Luis Valley sono: Alamosa, Monte Vista, Del Norte e South Fork.
Una zona caratteristica della valle è il Parco nazionale e riserva Great Sand Dunes, con altissime dune e siti archeologici.

## Agricoltura e fauna
Per quanto riguarda l'utilizzo dell'area, essendo la zona per circa l'80% proprietà privata, essa viene adibita all'agricoltura. In particolare vengono prodotte patate, lattuga e orzo, con quest'ultimo utilizzato per la produzione di birra. Le zone svantaggiate da un punto di vista idrico sono invece adoperate per la coltivazione di erba medica e per il pascolo.
La zona supporta un'ampia varietà di fauna selvatica: le gru canadesi migrano in questi luoghi in primavera e in autunno. Sono presenti inoltre molti uccelli migratori.